# Evelio Otero, Jr.
El Coronel Evelio Otero, Jr. (nacido el 15 de enero de 1961) es un exoficial de la Fuerza Aérea de los Estados Unidos que condujo al establecimiento de la primera sede del Comando Central de EE. UU. en Catar. Fundó las Polonia y Comandos de Operaciones Especiales colombianas mientras estaba asignado a Comando de Operaciones Especiales de los Estados Unidos. Otero es miembro de la Partido Republicano de los Estados Unidos que en 2012 tratará de ser elegido para la Cámara de Representantes de EE. UU. que representa el Distrito 11 del Congreso de la Florida.

## Primeros años
Otero nació en San Juan, Puerto Rico, hijo de Evelio y Consuelo R. Otero. Su padre, Evelio Otero, Sr. nació en Cuba. En 1948, el industrial puertorriqueño Angel Ramos contrató a Otero, Sr para trabajar en Telemundo. Sr. Otero se casó con Consuelo, una profesora puertorriqueña y en 1952 regresó a Cuba con su esposa. Sr. Otero emigró una vez más a partir de Cuba de Puerto Rico, con su esposa e hija, Altagracia, después de la Revolución dirigido por Fidel Castro. Sr. Otero fue a trabajar una vez más por Telemundo y fue el primer presentador de televisión en Puerto Rico y uno de los primeros en América Latina.
Otero, Jr. se crio en San Juan, donde recibió su educación primaria. Luego asistió a Baldwin High School en la ciudad de Bayamon. Se graduó de la secundaria en junio de 1978 y fue aceptado en la Universidad Estatal de Iowa. Otero se convirtió en miembro del programa de las instituciones ROTC durante sus años de estudiante. En junio de 1982, obtuvo un Licenciatura en Artes {BA} y una doble licenciatura en Ciencias Políticas y Periodismo. Después de su graduación, fue comisionado como Teniente Segundo en Fuerza Aérea de EE. UU. la Reserva.

## Carrera militar
Otero fue asignado como comandante de vuelo del Grupo 6917 para la Seguridad Electrónica del Comando de Seguridad Electrónica en San Vito, Italia. En octubre de 1984, fue ascendido a Primer Teniente y enviarse a la Agencia Nacional de Seguridad como analista de inteligencia de alto rango. En 1986, fue ascendido a capitán en la Fuerza Aérea Regular. El 12 de febrero de 1988, la tragedia golpeó a su familia. Otero llegó a su casa de los padres en Silver Spring, Maryland, que fue consumido por las llamas y trató de rescatar a su padre en vano. El Otero Mayor sucumbió al fuego.
Obtuvo su Maestría en Relaciones Internacionales por Troy University en 1989. Otero sirvió en varias misiones desde 1988 hasta 1991. Entre sus tareas se encontraban en el Comando de Seguridad Electrónica 6931 en la sede de la Fuerza Aérea de los EE. UU. en Creta, Grecia y en la División de Formación Cryptologic en Goodfellow Air Force Base en [Angelo [San, Texas ]]. Renunció a su cargo en la Fuerza Aérea a aceptar una comisión Capitanes en el Estados Unidos Air Force Reserve.
Entre todos los trabajos que se desempeñó como oficial de reserva se encontraban en la sede del Comando del Pacífico de EE. UU., las embajadas de EE. UU. en Colombia y El Salvador. De 1991 a 1995, estuvo a cargo de la "Medicina" Representante de Ventas Empresa Pfizer Consumer Healthcare Pública. En 1996, fue ascendido al rango de Mayor y sirve en el en la Lucha contra los Estupefacientes Equipo de Análisis en el Cuartel General del Comando del Pacífico de EE. UU. en Key West, Florida. Se le asignó posteriormente como Jefe del Equipo de Análisis Táctico en el Consulado de EE. UU. en Barranquilla, Colombia, y en la Sede Comando Central de EE. UU. en MacDill Air Force Base como el Jefe de División adjunto de Inteligencia.
Promovido al rango de teniente coronel, Otero ayudó a establecer el Cuartel General del Comando Central de EE. UU. en Catar. Cuando el ejército de Estados Unidos comenzó a operar en Libertad Duradera y Libertad Iraquí, Otero fue llamado a establecer la División de Inteligencia, que apoya las operaciones militares. La primera explotación sitio sensible de la Partido Baath Sede en Bagdad fue dirigido por Otero. Fue ascendido a coronel en 2004 y como Jefe de Inteligencia del Centro de la Coalición en el Comando Central en la Base MacDill de la Fuerza Aérea. Su misión incluye varios viajes al Centro de Inteligencia de la Coalición en Irak, donde trabajó en los parámetros de la versión de interrogatorio de detenidos.
Otero asistió a la Escuela Superior de Guerra Aérea en Montgomery, Alabama de 2005 a 2006. Tras la finalización de sus estudios se desempeñó como fundador de los EE. UU. Comando de Operaciones Especiales División de compromiso internacional. Los EE. UU. Comando de Operaciones Especiales de la División Internacional compromiso establecido acuerdos de cooperación de inteligencia con los de Polonia, Jordania, Colombia Francia, Inglaterra y Brasil. En octubre de 2010, Otero se retiró y fue dado de baja honorablemente de la Fuerza Aérea de los EE. UU.

## Carrera política
Otero es un comentarista militar y político. Él es también un consultor de inteligencia. Está comprometido en matrimonio con Herlinda González. En octubre de 2011, Otero anunció que buscaría en 2012 para ser elegido miembro de la Cámara de Representantes de EE. UU. que representa el Distrito 14 del Congreso de la Florida en Republicano candidato, desafiando al Rep. Kathy Castor